# البدع (امارات متحده عربی)
البدع (به عربی: البدع) یک منطقهٔ مسکونی در امارات متحده عربی است که در دبی، امارات واقع شده‌است.